# Тлакойо
Тлакойо [tɬaˈkoʝo] — мексиканское блюдо доиспанского происхождения, напоминающее тортилью, приготовленное из масы (кукурузного теста, полученного из молотой никстамализованной кукурузы). Тлакойо жирнее, чем свежие кукурузные тортильи, и перед обжариванием их начиняют сыром, фасолью, вареной молотой фасолью, чичарроном и другими ингредиентами. Тлакойо можно подавать к супам и тушёным блюдам или как праздничную закуску.
В большинстве традиционных тлакойо в масе нет жира или соли, и, если их не съесть вскоре после приготовления, они становятся очень жесткими и сухими, даже если их повторно нагреть. На мексиканских рынках продавцы сохраняют свои тлакойо тёплыми, кладя их в накрытую корзину: пар сохраняет их влажными в течение более длительного времени. Это блюдо известно тем, что имеет сходство с pupusa, популярной едой в Сальвадоре.

## Этимология
Слово тлакойо происходит от ацтекского слова tlahtlaōyoh , обозначающего мексиканский стрит-фуд или antojitos («снэк» или «закуска»), типичный для центральной Мексики. Варианты правописания включают tlayoyis, clacoyos, tlatloyos, tlayoyos и tlaoyos.

## Вариации
Поскольку тлакойо похоже по форме на хуараче (huarache), но меньшего размера, и сделан из той же кукурузы, что и сопе, и даже толще (поэтому он более устойчив к влажной начинке), мексиканские уличные торговцы, особенно в Мехико , иногда продают его с начинкой, как альтернативу сопе и хуараче. Однако предполагается, что традиционный тлакойо следует употреблять без каких-либо начинок, кроме свежей сальсы, так они обычно встречаются на улицах.
Тлакойо бывает трёх разных цветов, хотя при его приготовлении не добавляются искусственные красители. Цвет исходит от кукурузной муки, используемой для приготовления масы, из которой делают тлакойо. Наиболее распространена голубая маса, приготовленная из зёрен синей кукурузы.

Тлакойо
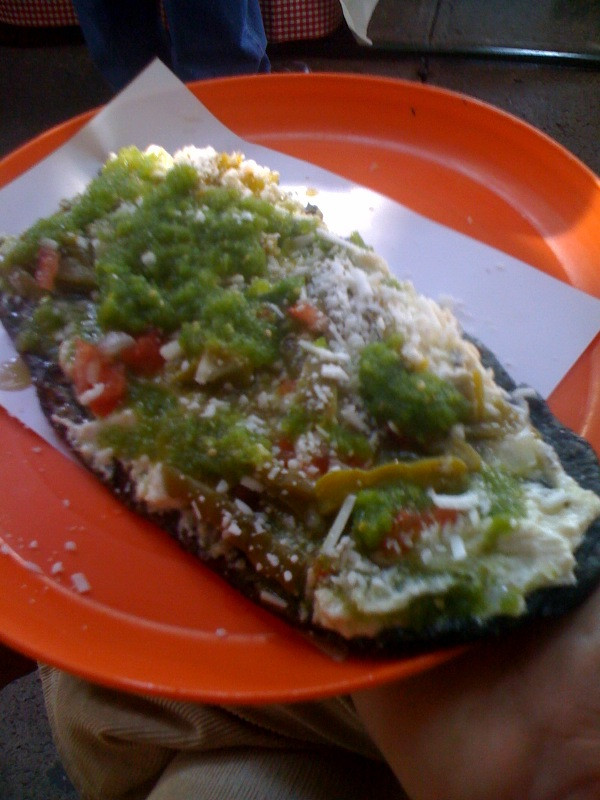
Тлакойо из голубой кукурузной муки
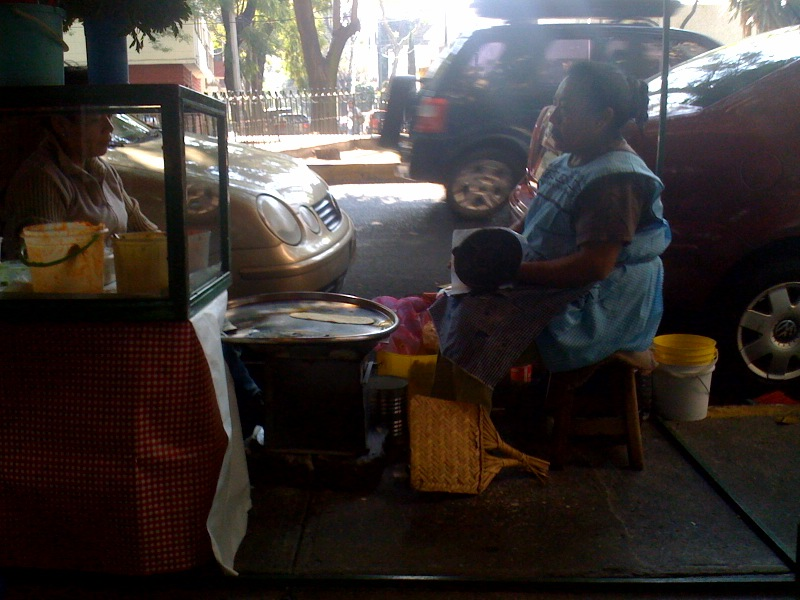
Женщина готовит тлакойо на тротуаре в районе Кондеса в Мехико
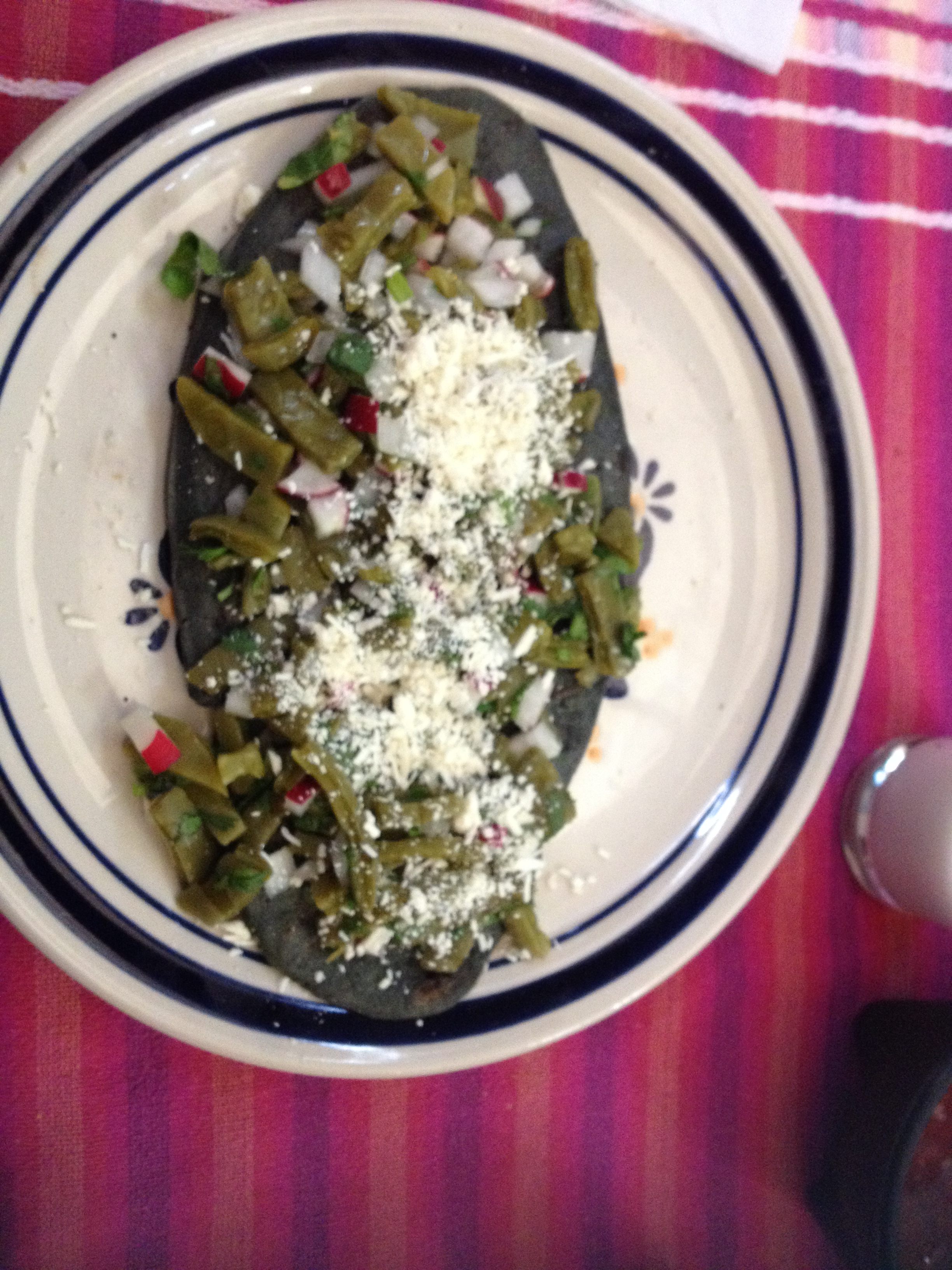
Тлакойо